# Eva Kross
Eva Kross, est une députée et femme politique guinéenne.
Députée guinéenne de  l'Assemblée nationale du 22 avril 2020 au 5 septembre 2021,.

## Biographie
Député guinéenne de 2020 en 2021 de la dernier législation de mars 2020. Elle est la présidente de la commission des mines et de l'industrie de la 9eme législative de la république de Guinée,.